# Actia yasumatsui
Actia yasumatsui là một loài ruồi trong họ Tachinidae.